# Бейкер Флейц, Беверли
Беверли Джойс Бейкер (англ. Beverly Joyce Baker, в замужестве Флейц, англ. Fleitz; 13 марта 1930, Провиденс, Род-Айленд — 29 апреля 2014, Лонг-Бич, Калифорния) — американская теннисистка, 3-я ракетка мира в 1954, 1955 и 1958 годах. Победительница чемпионата Франции в женском парном разряде (1955), финалистка Уимблдонского турнира в одиночном разряде (1955), трёхкратная обладательница Кубка Уайтмен в составе сборной США.

## Биография
Родилась в 19330 году в Провиденсе в семье Фрэнка и Полин Бейкер. В теннис играла с детства, первым учителем стал отец, занимавшийся с девочкой на кортах Санта-Моники (Калифорния). Беверли была естественным амбидекстром, поэтому с десятилетнего возраста демонстрировала игру открытой ракеткой с обеих рук, перехватывая её по необходимости то правой, то левой. Схожим стилем игры обладал известный в годы её детства австралийский теннисист Джон Бромвич, и возможно, что Фрэнк Бейкер строил игру дочери на этом примере. Её удары с любой руки были неожиданно сильными для девушки небольшого роста (5 футов 4 дюйма) и изящного телосложения. Её подача, напротив, не была сильной, она избегала играть по высоко летящим мячам, а необходимость перехватывать ракетку затрудняла игру Беверли у сетки, где требовалась особо быстрая реакция на мяч, но поскольку она, как и большинство теннисисток её поколения, предпочитала играть с задней линии, этот недостаток ей не слишком сильно мешал.
В 1947 году, ещё до своего 17-летия, Бейкер выиграла городское первенство Лос-Анджелеса. Летом она впервые сыграла в чемпионате США, где дошла до третьего круга, а осенью выиграла чемпионат Южного Тихоокеанского побережья, в финале отдав Пат Каннинг-Тодд, игроку первой десятки мирового тенниса, только пять геймов. На следующий год Бейкер в составе небольшой команды теннисисток отправилась в турне по штатам Запада США; в эту же команду входила будущая первая ракетка мира, 13-летняя Морин Коннолли, и девушки встретились между собой пять раз в пяти турнирах — один раз в полуфинале и четыре раза в финале. Более опытная Бейкер выиграла все пять встреч. Позже в том же году она стала чемпионкой США среди девушек, а на чемпионате Южного Тихоокеанского побережья проиграла в финале Луизе Браф. В общей сложности на её счету за год было 48 побед при 9 поражениях, и в ежегодном рейтинге Ассоциации лаун-тенниса Соединённых Штатов она заняла пятое место.
В конце 1949 года вышла замуж за актёра Скотти Беккетта, но уже через полгода подала на развод. В исковом заявлении говорилось об издевательствах и физическом насилии со стороны мужа. На следующий год вышла замуж за Джона Флейца; этот брак продлился до самой смерти Джона в 2011 году, и в нём родились четверо детей, в том числе двое в первые пять лет. В последние восемь лет карьеры она оставалась единственной матерью в мировом любительском теннисе.
Учёба в Университете Южной Калифорнии и замужества занимали значительную часть жизни Бейкер, но во второй половине 1950 года она одержала 27 побед при четырёх поражениях, проигрывая только Дорис Харт и Маргарет Осборн-Дюпон. В следующем сезоне она сыграла почти сто матчей в одиночном разряде, выиграла шесть турниров и дошла до полуфинала на Уимблдоне. Только рождение детей заставляло её прерывать участие в соревнованиях, но после первых родов этот перерыв составил менее года, а после вторых — 14 месяцев. В промежутке, с июня 1953 года до Уимблдонского турнира 1956 года, она выиграла 112 матчей, проиграв только шесть. Большинство побед были одержаны в турнирах в Южной Калифорнии, но среди побеждённых соперниц были сильнейшие теннисистки мира. Среди прочего, Бейкер за этот период четырежды обыграла Луизу Браф.
В 1955 году, во время поездки в Европу, Бейкер стала победительницей чемпионата Франции в женском парном разряде, где с ней выступала соотечественница Дарлин Хард. После этого на Уимблдонском турнире она дошла до финала в одиночном разряде после победы в полуфинале над Дорис Харт. В этом матче Бейкер полностью превосходила соперницу, отдав ей за всю встречу только три гейма и выиграв последние девять геймов подряд. В финале против Браф равная игра шла в первом сете до счёта 5:5, а во втором — до счёта 6:6, но в итоге Браф выиграла оба. Этот год, как и предыдущий, Бейкер Флейц окончила на третьем месте в мировом рейтинге теннисисток, составляемом газетой Daily Telegraph.
Ещё раз Бейкер Флейц поднялась до третьего места в мировом рейтинге в 1958 году после выхода в полуфинал чемпионата США. Она продолжала участвовать в соревнованиях до 1959 года. В этом году она также во второй раз за карьеру дошла до финала на Уимблдоне, теперь в парном разряде, но титула снова не завоевала. В паре с хозяйкой корта Кристин Труман они выиграли первый сет финала, но в итоге уступили посеянным под первым номером Хард и её партнёрше Джин Арт. Бейкер и Труман встретились уже по разные стороны сетки в Кубке Уайтмен — ежегодном матче женских сборных США и Великобритании, и американка взяла верх. Её команда выиграла этот матч со счётом 4:3 — третья победа в Кубке Уайтмен для Бейкер, также выигравшей в 1949 и 1956 годах. Бейкер завершила игровую карьеру в ранге двукратной чемпионки Юго-Западного Тихоокеанского побережья, гдк в своём последнем матче победила первую ракетку мира Марию Буэно.
Уже после завершения игровой карьеры, в 1966 году, Бейкер Флейц приняла участие в региональном чемпионате Южной Калифорнии для семейных пар. В разряде «мать плюс дочь» Беверли и её дочь Кимберли проиграли в четвертьфинале, а в разряде «жена плюс муж» они с Джоном стали чемпионами, в финале победив Ларри и Билли Джин Кинг. Скончалась в апреле 2014 года, в возрасте 84 лет, у себя дома в Лонг-Биче (Калифорния).

## Финалы турниров Большого шлема

### Одиночный разряд (0-1)
| Результат | Год  | Турнир              | Покрытие | Соперница в финале | Счёт в финале |
| --------- | ---- | ------------------- | -------- | ------------------ | ------------- |
| Поражение | 1955 | Уимблдонский турнир | Трава    | Луиза Браф         | 5-7 6-8       |

### Женский парный разряд (1-1)
| Результат | Год  | Турнир              | Покрытие | Партнёрша      | Соперницы в финале    | Счёт в финале |
| --------- | ---- | ------------------- | -------- | -------------- | --------------------- | ------------- |
| Победа    | 1955 | Чемпионат Франции   | Грунт    | Дарлин Хард    | Ширли Блумер Пат Уорд | 7-5 6-8 13-11 |
| Поражение | 1959 | Уимблдонский турнир | Трава    | Кристин Труман | Джин Арт Дарлин Хард  | 6-2 2-6 3-6   |